# Joseph Redlhamer
Joseph Redlhamer SJ (* 20. Oktober 1713 in Erlakloster; † 9. Juli 1761 in Wien; auch Redlhammer) war ein österreichischer Jesuit, römisch-katholischer Theologe, Philosoph und Hochschullehrer.

## Leben
Redlhamer trat mit 18 Jahren in den Jesuiten-Orden ein. Er studierte, wurde dann Doktor der Philosophie und Theologie. Zunächst bekleidete er eine Stellung als Prediger in Großwardein, lehrte dann in Wien, Linz und Graz unter anderem Ethik. 1754 wurde der für seine Lehre beliebte und geachtete Redlhamer ordentlicher Professor und Examinator an der theologischen Fakultät der Universität Wien. Er starb während einer Vorlesung.

## Werke (Auswahl)
- Philosophia rationalis, Wien 1752 und 1755.
- Philosophia naturalis seu Metaphysica, Ontologiam, Cosmologiam, Psychologiam et Theologiam naturalem complectens. II Tomi, Wien 1753, Warschau 1761.
- Philosophia naturalis seu Physica generalis et particularis. 2 Bände, Wien 1755.
- Tractatus de Deo uno et trino, Wien 1756.
- De Incarnatione Verbi divini, Wien 1757.
- De gratia Christi, 1758.
- De virtutibus theologicis, 1759.